# جيم كارديف
جيم كارديف هو لاعب هوكي جليد كندي، ولد في 29 أغسطس 1944 في دوفين في كندا.

## وصلات خارجية
- جيم كارديف على موقع EliteProspects.com (الإنجليزية)
- جيم كارديف على موقع HockeyDB.com (الإنجليزية)
- جيم كارديف على موقع Hockey-Reference.com (الإنجليزية)